# Hada ochrea
Hada ochrea là một loài bướm đêm trong họ Noctuidae.